# Земинова, Франя
Франя Земинова (чеш. Fráňa Zemínová; урождённая Франтишка Земинова чеш. Františka Zemínová; 15 августа 1882[…], Dolní Chvatliny[…] — 26 сентября 1962[…], Velichovky[…]) — чешский политик, журналист, феминистка, организатор чехословацкого женского движения. 

## Биография
Родилась младшим ребёнком в семье из двенадцати детей. Окончила коммерческую школу и с 20 лет до 1918 года работала бухгалтером и продавщицей в пражском издательстве Игнаца Леопольда Кобера (чеш. Ignác Leopold Kober, I.L. Kober). С момента основания в 1897 году, была близким сторонником и неофициальным деятелем Национальная рабочая партия, членом которой смогла стать лишь в 1912 году. В 1905 году вместе с Франтишкой Пламинковой стала соучредительницей Комитета за женское избирательное право и ряда женских объединений. Принимала активное участие не только в профсоюзной деятельности, но и в феминистском движении. Широко известно её выступление в Национальном доме в Краловских Виноградах 10 декабря 1905 года на женской демонстрации за избирательное право. Она выступала вместе с Карлой Маховой, Алисой Масариковой, Терезой Новаковой и Франтишкой Пламинковой.
Публиковалась в ежемесячном журнале «Женские усилия» (1908–1914), в ежедневной газете «Ческе слово» и в «Новостях чехословацких женщин» (1934–1938).
После создания Чехословацкого государства стала депутатом Революционного национального собрания, позднее неоднократно избиралась в депутаты национального собрания от чехословацких национальных социалистов. Была заместителем председателя партии (единственная женщина на подобной должности в тогдашней Чехословакии) и пост председателя Женского штаба национал-социалистической партии. Занимает абсолютное первенство по количеству лет, проведенных в парламенте, среди женщин Чехословакии (более 20 лет). Она последовательно продвигала свою программу в парламенте: например, она выступала за отмену целибата для женщин-учителей, за равные права женщин с мужчинами и т. д. в сфере занятости, призывала женщин к политической активности. Была депутатом Палаты депутатов Национального собрания вплоть до падения Чехословакии и роспуска парламента в 1939 году. Ещё до этого, в декабре 1938 года, перешла в парламентскую группу недавно созданной Партии национального единства.
После окончания войны и освобождения страны в 1945 году, вновь стала активным деятелем национал-социалистической партии и Национального женского фронта. Пыталась принять законопроект, который объявлял бы 7 марта, день рождения первого президента Томаша Гаррига Масарика, праздничным днём. Вплоть до старости не вышла замуж, и в последние годы своей жизни, до февраля 1948 года, жила со своей племянницей Анной Странской. После февральского переворота ушла из политической жизни в знак протеста против растущего влияния коммунистов.
Тем не менее, осенью 1949 года была арестована, а в следующем году, в возрасте 68 лет, её приговорили к двадцати годам тюремного заключения по сфабрикованному делу вместе с Миладой Гораковой. После одиннадцати лет заключения в тюрьмах Праги, Йиглавы и Пльзеня, где она работала швеей, была помилована на оставшуюся часть срока после перенесенных двух сердечных приступов во время большой амнистии президента Антонина Новотного в 1960 году. Частично сохранились её письма из тюрьмы.
Скончалась в 1962 году в Велиховках в возрасте 80 лет. Похоронена в семейной могиле на Виноградском кладбище.

## В культуре
Франя Земинова часто появлялась в пропагандистских и исторических фильмах в период нормализации. Земинову играли:
- Людмила Рубикова – «Двадцать девятый» (чеш. Dvacátý devátý, фильм, режиссёр Антонин Качлик, 1974)
- Мария Вашова — «Освобождение Праги» (фильм, режиссёр Отакар Вавра, 1977)
- Мириам Гынкова – «Готвальд» (сериал, режиссёр Евжен Соколовский, 1986)
- Зузана Ходкова (озвучивает Алена Штреблова) – «Милада» (фильм, режиссёр Давид Мрнка, 2017)